# トヨタ・L型エンジン
トヨタ・L型エンジン（トヨタ・Lがたエンジン）は、トヨタ自動車が製造していた水冷直列4気筒ディーゼルエンジンの系列である。

## 概要
- 製造期間
  - 1977年9月 - 2007年6月（国内向け）[1]
- トヨタ初のタイミングベルト（コグドベルト）駆動SOHCエンジン
- ベルト駆動分配型燃料噴射ポンプ方式

## 系譜
- エンジン型式一覧の自動車用エンジンの系譜を参照。

## 型式

### L
日本初の乗用SOHCディーゼルエンジン
- 種類：SOHC 8バルブ
- 排気量：2.188L
- 内径×行程：90.0×86.0(mm)
- 圧縮比：21.5
- 参考出力：53kW(72ps)/4,200rpm
- 参考トルク：142N・m(14.5kg・m)/2,400rpm

- 搭載車種（車両型式）
  - （初）5代目クラウン
  - 3代目マークII
  - 2代目チェイサー (LX60系)
  - ハイエース
  - トヨエース
  - ブリザード（LD10/10V）

### 2L
- 種類：SOHC 8バルブ
- 排気量：2.446L
- 内径×行程：92.0×92.0(mm)
- 圧縮比：22.2
- 参考出力

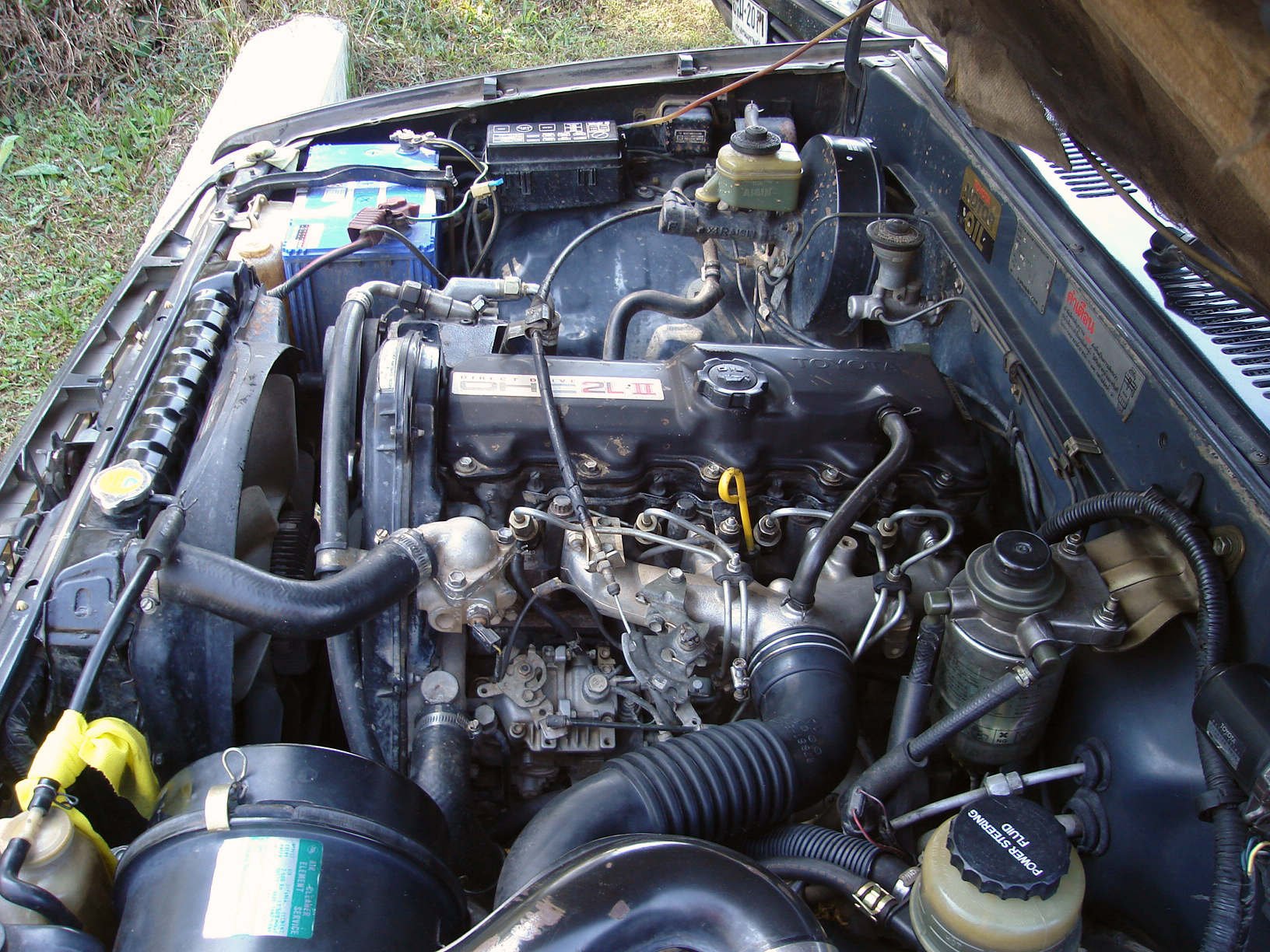
2L-IIエンジン
タイ向けハイラックス

1. 61kW(83ps)/4,000rpm（グロス値）
2. 54kW(76ps)/4,000rpm（ネット値）
3. 63kW(85ps)/4,200rpm

- 参考トルク

1. 167N・m(17.0kg・m)/2,400rpm（グロス値）
2. 149N・m(15.2kg・m)/2,400rpm（ネット値）
3. 165N・m(16.8kg・m)/2,400rpm

- 搭載車種（車両型式）
  - ハイエース
  - マークII
  - クレスタ
  - チェイサー
  - クラウン
  - ブリザード（LD20/20V）

### 2L-T
- 種類：SOHC 8バルブ ターボ
- 排気量：2.446L
- 内径×行程：92.0×92.0(mm)
- 圧縮比：21.0
- 参考出力

1. 71kW(96ps)/4,000rpm（グロス値）
2. 63kW(85ps)/4,000rpm（ネット値）

- 参考トルク

1. 191N・m(19.5kg・m)/2,400rpm（グロス値）
2. 188N・m（19.2kg・m）/2,400rpm（ネット値）

- 搭載車種（車両型式）
  - マークII
  - クレスタ
  - チェイサー
  - クラウン
  - ハイエース
  - ブリザード（LD21G）

### 2L-T II
- 種類：SOHC 8バルブ ターボ
- 排気量：2.446L
- 内径×行程：92.0×92.0(mm)
- 圧縮比：20.0
- 参考出力：69kW(94ps)/4,000rpm
- 参考トルク：216N・m(22.0kg・m)/2,400rpm

- 搭載車種（車両型式）
  - クラウン（S130）
  - マークII、チェイサー、クレスタ（LX80）
  - ハイエースワゴン

### 2L-TE
- 種類：SOHC 8バルブ ターボ 電子制御スピル弁
- 排気量：2.446L
- 内径×行程：92.0×92.0(mm)
- 圧縮比：21.0
- 参考出力

1. 71kW(97ps)/3,800rpm（乗用車）
2. 71kW(97ps)/3,800rpm（RV）

- 参考トルク

1. 221N・m(22.5kg・m)/2,400rpm（乗用車）
2. 240N・m(24.5kg・m)/2,400rpm（RV）

- 搭載車種（車両型式）
  - マークII
  - クレスタ
  - チェイサー
  - クラウン
  - クラウンステーションワゴン
  - コンフォート
  - ハイエースワゴン
  - ハイラックスサーフ
  - ランドクルーザープラド

### 2L-THE
- 種類：SOHC 8バルブ ターボ 高圧過給（ハイプレッシャー・チャージング）電子制御スピル弁
- 排気量：2.446L
- 内径×行程：92.0×92.0(mm)
- 圧縮比：21.0
- 参考出力

1. 77kW(105ps)/4,000rpm（グロス値）
2. 69kW(94ps)/4,000rpm（ネット値）
3. 74kW(100ps)/3,800rpm（パワーアップ後）

- 参考トルク

1. 211N・m(21.5kg・m)/2,400rpm（グロス値）
2. 201N・m(20.5kg・m)/2,400rpm（ネット値）
3. 220N・m(22.5kg・m)/2,400rpm（パワーアップ後）

- 搭載車種（車両型式）
  - 7代目クラウン(LS120/120G/120W)
  - 8代目クラウン（LS130/130G/130W）

### 3L
- 種類：SOHC 8バルブ
- 排気量：2.779L
- 内径×行程：96.0×96.0(mm)
- 圧縮比：22.2
- 参考出力：67kW(91ps)/4,000rpm
- 参考トルク：188N・m(19.2kg・m)/2,400rpm

- 搭載車種（車両型式）
  - ハイエース（バン・ワゴン4WD・100系前期型）
  - ランドクルーザー70ライト系（ランドクルーザー II / ランドクルーザープラド70系 海外向け）
  - ランドクルーザープラド（90系 海外向け）
  - ハイラックス（80 / 100系）
  - 4ランナー / ハイラックスサーフ（130系 バンおよび海外向け）

### 5L
- 種類：SOHC 8バルブ
- 排気量：2.985L
- 内径×行程：99.5×96.0(mm)
- 圧縮比：22.2
- 参考出力：67kW(91ps)/4,000rpm
- 参考トルク：191N・m(19.5kg・m)/2,400rpm

- 搭載車種（車両型式）
  - ランドクルーザープラド（90系 海外向け）
  - ハイラックス
  - 4代目ハイエース（中・後期バン・コミューター）
  - ダイナ

### 5L-E
海外向け
- 種類：SOHC 8バルブ 電子制御スピル弁
- 排気量：2.985L
- 内径×行程：99.5×96.0(mm)
- 圧縮比：22.2
- 参考出力：68kW(92ps)/4,000rpm
- 参考トルク：197N・m(20.1kg・m)/2,200rpm

- 搭載車種（車両型式）
  - ハイラックスピックアップ（海外仕様）
  - ランドクルーザープラド（120系 海外向け）
  - 5代目ハイエース（海外仕様）